# 얼오브샌드위치
얼오브샌드위치(영어: Earl of Sandwich)는 미국의 샌드위치 체인점이다. 제11대 샌드위치 백작 존 몬태규의 아들 올랜도 몬태규, 플래닛 할리우드의 설립자 로버트 얼이 설립했다.
첫 번째 지점은 2004년 3월 19일 플로리다주 올랜도 외곽의 월트 디즈니 월드 리조트 부지에 있는 다운타운 디즈니에 있는 가게이다.